# Голлідей (Техас)
Голлідей (англ. Holliday) — місто (англ. city) в США, в окрузі Арчер штату Техас. Населення — 1524 особи (2020).

## Географія
Голлідей розташований за координатами 33°48′50″ пн. ш. 98°41′23″ зх. д. / 33.81389° пн. ш. 98.68972° зх. д. (33.813983, -98.689692).  За даними Бюро перепису населення США в 2010 році місто мало площу 6,23 км², уся площа — суходіл.

## Демографія
Згідно з переписом 2010 року, у місті мешкало 1758 осіб у 672 домогосподарствах у складі 490 родин. Густота населення становила 282 особи/км².  Було 743 помешкання (119/км²).
Расовий склад населення:
| - 96,8 % — білих - 1,0 % — корінних американців - 0,6 % — чорних або афроамериканців - 0,3 % — азіатів |

До двох чи більше рас належало 0,9 %. Частка іспаномовних становила 4,2 % від усіх жителів.
За віковим діапазоном населення розподілялося таким чином: 25,8 % — особи молодші 18 років, 59,7 % — особи у віці 18—64 років, 14,5 % — особи у віці 65 років та старші. Медіана віку мешканця становила 39,8 року. На 100 осіб жіночої статі у місті припадало 96,6 чоловіків;  на 100 жінок у віці від 18 років та старших — 94,2 чоловіків також старших 18 років.
Середній дохід на одне домашнє господарство  становив 78 956 доларів США (медіана — 61 944), а середній дохід на одну сім'ю — 94 503 долари (медіана — 76 212). За межею бідності перебувало 14,3 % осіб, у тому числі 9,6 % дітей у віці до 18 років та 16,0 % осіб у віці 65 років та старших.
Цивільне працевлаштоване населення становило 869 осіб. Основні галузі зайнятості: роздрібна торгівля — 19,3 %, освіта, охорона здоров'я та соціальна допомога — 16,1 %, виробництво — 8,9 %, будівництво — 8,9 %.